# Irene Saltern
Irene Saltern (pseudonyme d’Irene Stern), née le 30 janvier 1911 à Berlin (Allemagne) et morte le 4 septembre 2005 à Newport Beach (Californie), est une costumière et styliste américaine d'origine allemande.

## Biographie

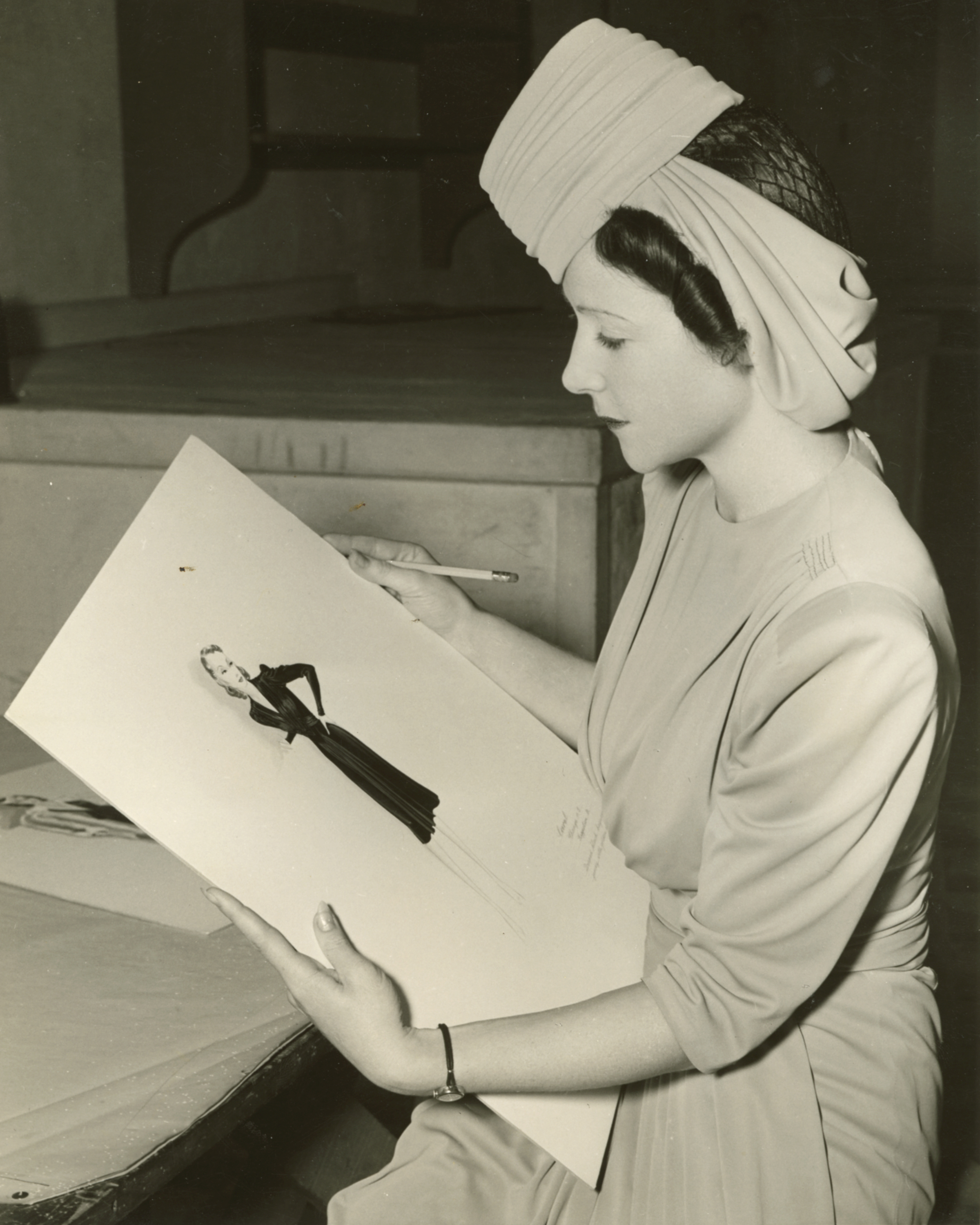
Irene Saltern devant le croquis d'un costume pour Margaret Sullavan dans Ainsi finit notre nuit (1941)

Née à Berlin de parents d'origine juive, Irene Stern étudie l'art du costume notamment dans sa ville natale et à Paris. En 1933, elle épouse Henry Salinger, dont elle reste veuve à son décès en 1982. De leur mariage vient son pseudonyme, contraction de ces deux noms. En 1936, avec la montée du nazisme, le couple émigre aux États-Unis où il s'installe définitivement, obtenant la citoyenneté américaine.
Dès son arrivée sur le sol américain, elle intègre Universal Pictures, puis l'année suivante (1937) Republic Pictures, et rejoint enfin Samuel Goldwyn au sein d'United Artists de 1938 à 1942. Le premier film auquel elle contribue est Lady Behave! (en) (avec Sally Eilers).
Elle crée notamment des costumes pour Olivia de Havilland (Raffles, gentleman cambrioleur en 1939), Martha Scott (Howard le révolté en 1940, They Dare Not Love et Cheers for Miss Bishop en 1941), Vivien Leigh (Lady Hamilton en 1941), Margaret Sullavan (Ainsi finit notre nuit en 1941), Jane Withers (Son premier baiser en 1941) et Priscilla Lane (Cinquième Colonne en 1942, son dernier film).
Retirée du cinéma, elle mène une carrière de styliste entre 1950 et 1966, dirigeant sa propre entreprise entre 1954 et 1957.
Irene Saltern prend sa retraite en 1979. Elle meurt en 2005, à 94 ans.

## Filmographie partielle
- 1937 : Lady Behave! (en) de Lloyd Corrigan
- 1938 : Alerte au bagne (Prison Nurse) de James Cruze
- 1938 : Army Girl de George Nichols Jr.
- 1938 : Tempête sur le Bengale (Storm Over Bengal) de Sidney Salkow
- 1938 : La Loi de la pègre (Gangs of New York) de James Cruze
- 1938 : Crépuscule (Under Western Stars) de Joseph Kane
- 1939 : Raffles, gentleman cambrioleur (Raffles) de Sam Wood
- 1940 : Howard le révolté (The Howards of Virginia) de Frank Lloyd
- 1940 : Le Cavalier du désert (The Westerner) de William Wyler
- 1941 : They Dare Not Love de James Whale
- 1941 : Lady Hamilton (That Hamilton Woman) d'Alexander Korda
- 1941 : Cheers for Miss Bishop de Tay Garnett
- 1941 : Cinquième Bureau (International Lady) de Tim Whelan
- 1941 : Ainsi finit notre nuit (So Ends Our Night) de John Cromwell
- 1941 : Niagara Falls de Gordon Douglas
- 1941 : Son premier baiser (Her First Beau) de Theodore Reed
- 1941 : Le Mort fictif (Three Girls About Town) de Leigh Jason
- 1942 : Cinquième Colonne (Saboteur) d'Alfred Hitchcock

## Galerie photos

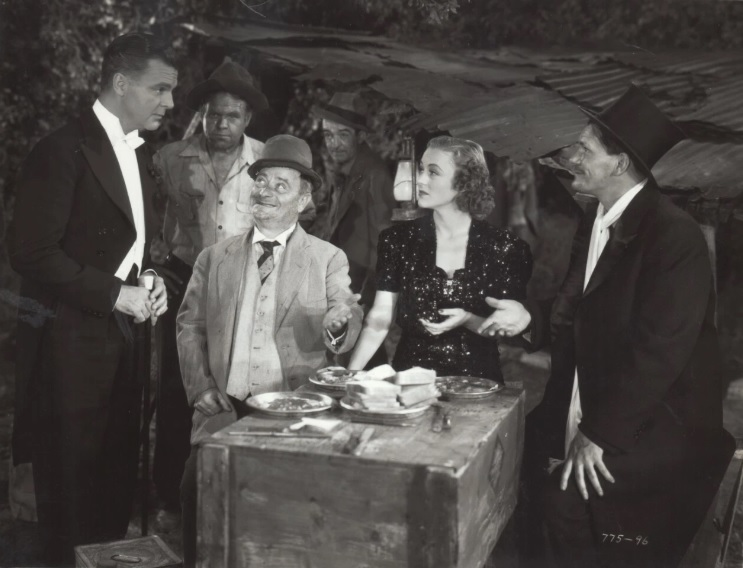
Lady Behave! (en)(1937), avec Sally Eilers
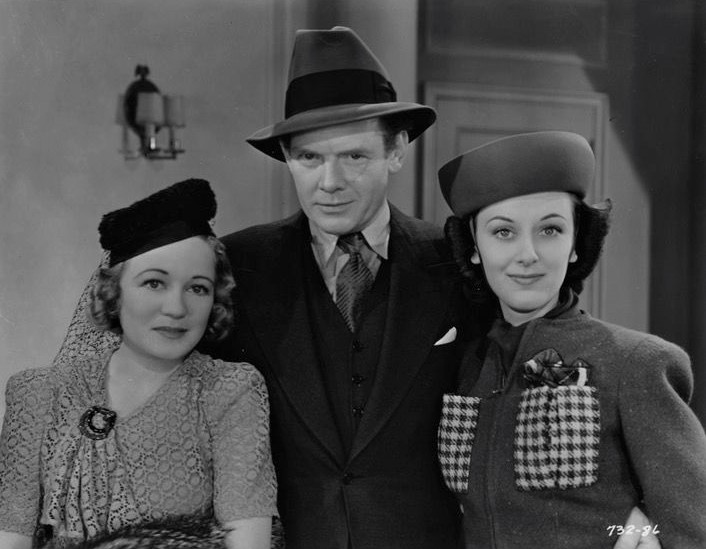
La Loi de la pègre (1938), avec Wynne Gibson, Charles Bickford et Ann Dvorak (de g. à d.)
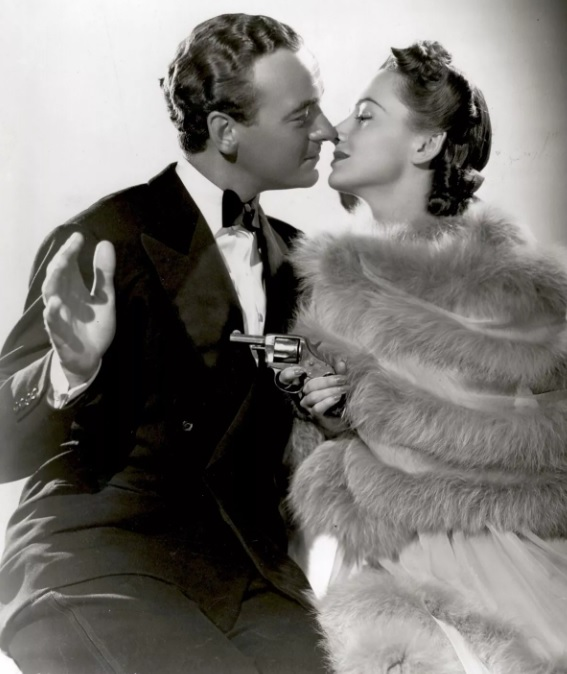
Raffles, gentleman cambrioleur (1939), avec David Niven et Olivia de Havilland
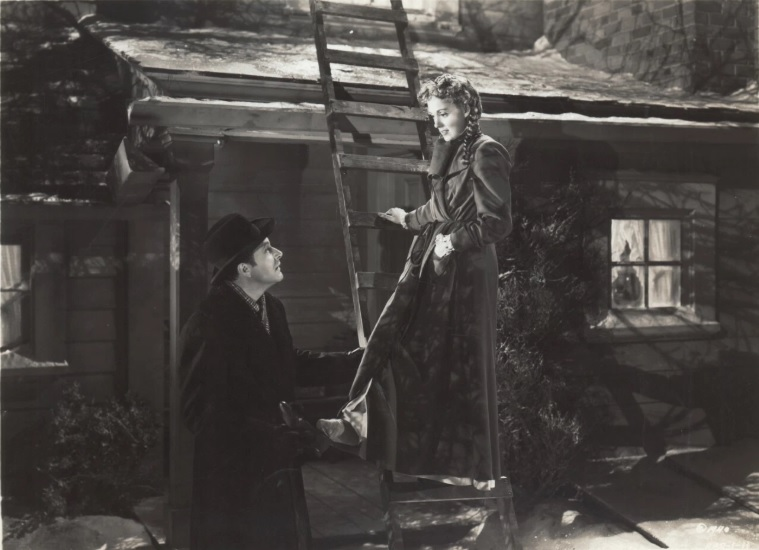
Cheers for Miss Bishop (1941), avec William Gargan et Martha Scott
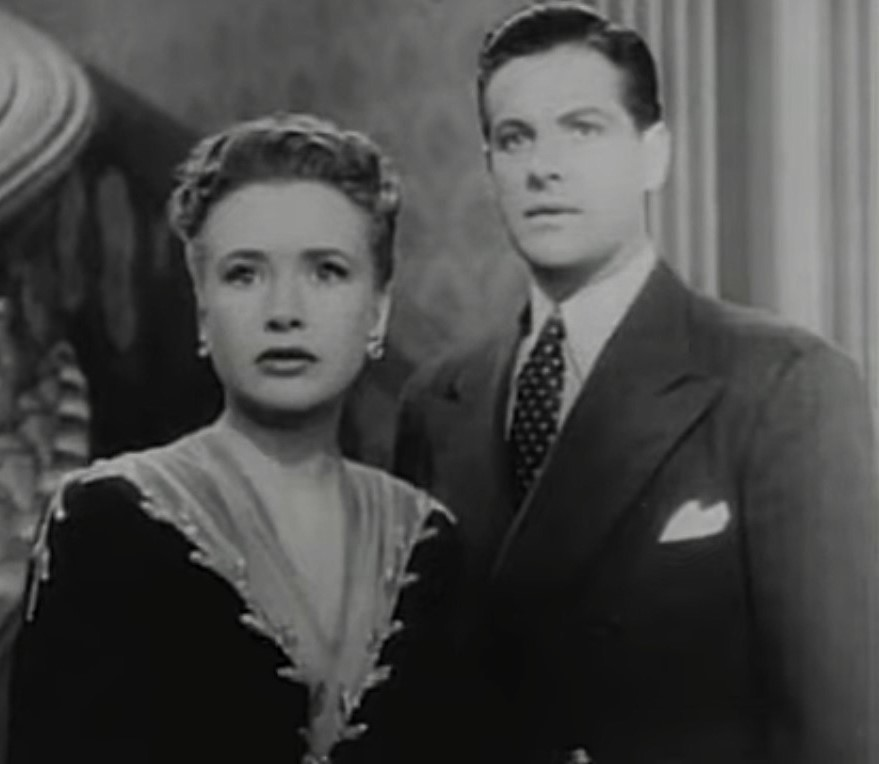
Cinquième Colonne (1942), avec Priscilla Lane et Robert Cummings